# Jakob Wirz
Jakob Wirz (* 12. Mai 1856 in Gelterkinden; † 23. Mai 1904 in Moskau) war ein Fabrikant von Seidenbändern,  Feuerwehrschläuchen und Gurten.

## Leben

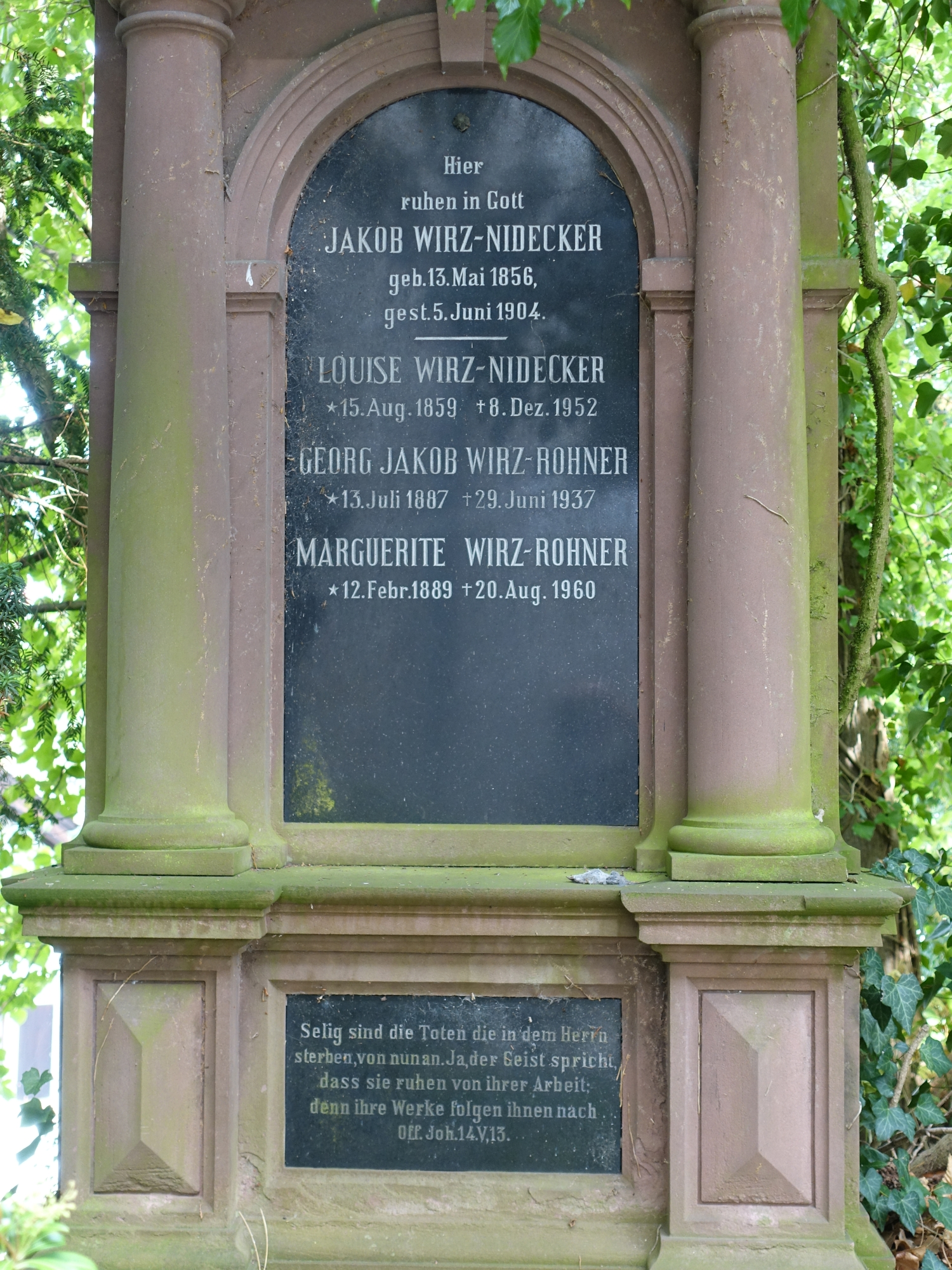
Familiengrab bei der reformierten Kirche in Gelterkinden

Jakob Wirz war der Sohn des Lehrers  Johann Wirz und der Salome Gerster. Er besuchte die Primarschule in Gelterkinden und die Bezirksschule in Böckten und heiratete 1886 Louise Esther Nidecker von Basel. Ihr gemeinsamer Sohn war der Ethnologe Paul Wirz.
Wirz lernte Bandweber und liess sich beim Verein der jungen Kaufleute in Basel zum Kaufmann ausbilden. Danach vertiefte er sein Wissen in der Seidenbandweberei. Während der Wirtschaftskrise im Jahr 1878 wanderte er nach Moskau aus und nahm im Betrieb von Heinrich Handschin die Stelle des Webermeisters an. Sein Fleiss brachte ihm den beruflichen Aufstieg und 1882 wurde er Geschäftsführer in Handschins Firma.

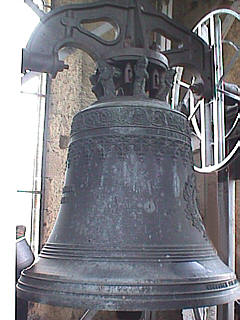
Glocke aus dem Kirchturm Gelterkinden

Als sich Handschin aus Russland zurückzog, machte Jakob Wirz dessen Firma zu einem profitablen Grossunternehmen. Ab 1885 wurde er Teilhaber der Firma. Dank Grossaufträgen der russischen Armee war die Firma Heinrich Handschin, Wirz & Cie bei Beginn des Ersten Weltkrieges die grösste Bandweberei Russlands. Wirz blieb bis an sein Lebensende in Moskau. Sein Grab befindet sich auf dem Friedhof Gelterkinden. Jakob Wirz stiftete seiner Heimatgemeinde Gelterkinden ein Waisenhaus und Kirchenglocken.